# Vesicularia amboinensis
Vesicularia amboinensis är en bladmossart som beskrevs av Brotherus 1917. Vesicularia amboinensis ingår i släktet Vesicularia och familjen Hypnaceae. Inga underarter finns listade i Catalogue of Life.